# Busstop
Busstop er en dansk kortfilm fra 2010, der er instrueret af Mathilde Bess Fløe Jørgensen efter manuskript af Marcus Popov Damgaard.

## Handling
Alkoholikeren Jens sidder ved et busstoppested. Den pæne forretningsmand, Alex, stiller sig hen ved stoppestedet og ringer efter en taxa. Jens lægger mærke til ham og efter et stykke tid bliver Alex ramt i hovedet af en fugleklat. Han søger i sine lommer efter noget at tørre med, men finder ikke noget. Han spørger Jens, om han kan hjælpe ham. Jens giver ham et lommetørklæde, og Alex går i gang med at tørre fugleklatten af. I mens får Jens øje på Alex' ur og han sprøger, om han må prøve det. I det samme kommer taxaen og Alex skynder sig ind i den... med Jens' lommetørklæde. Jens råber efter Alex, men taxaen er allerede på vej væk...